# Kakkersweel
De Kakkersweel is een oude weel gelegen de Zeeuwse dorpen Kerkwerve en Noordgouwe op het Zeeuwse eiland Schouwen-Duiveland.
De Kakkersweel lig aan de gelijknamige weg. Het woord 'weel' is een oud woord voor voor ‘wiel’. De weel ontstond in 1288 na een dijkdoorbraak. De weel is een natuurgebied met water, oevers en rietkragen en vormt zo de huisvesting voor een heel aantal vogels. De weel wordt beheerd door Staatsbosbeheer.

## Dieren
In dit kleine natuurgebied broedt de kleine kiekendief, de  kleine karekiet, de rietgors en eenden.

## Historie
In het verre verleden werd er een hagenpreek gehouden bij de Kakkersweel. Deze locatie was met zorg gekozen, omdat de rentmeester Bruininck van Wijngaarden daar niets met zijn manschappen kon uitrichten omdat de menigte zich op grond bevond waar hij juridisch geen rechtsbevoegdheid had.